# Thesenblatt

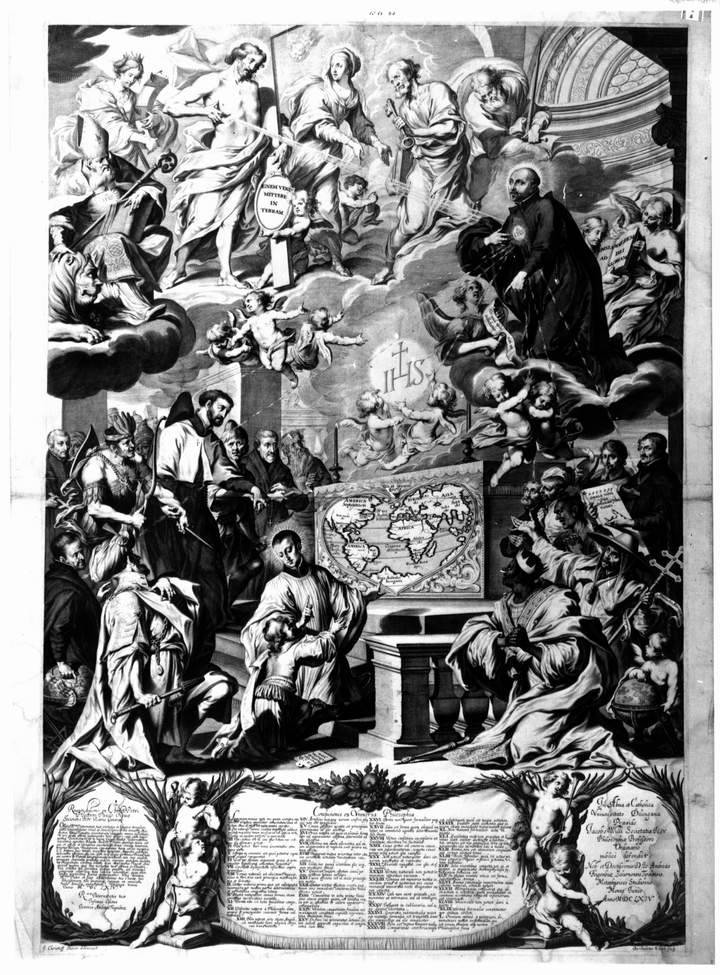
Thesenblatt Die Weltmission der Gesellschaft Jesu, 17. Jahrhundert. Kupferstich von zwei Platten, 91,9 × 64,4 cm; Staats- und Stadtbibliothek Augsburg

Als Thesenblätter führt die historische und kunsthistorische Forschung  die gedruckten Ankündigungen der Disputationen, mit denen in der akademischen Welt der frühen Neuzeit die Gegenstände der gelehrten Erörterungen öffentlich bekannt gegeben wurden. Die Thesenblätter erlebten im 17. Jahrhundert als aufwendig gestaltete barocke Kupferstiche eine besondere Blüte.

## Geschichte
Seit Beginn des 16. Jahrhunderts war es Sitte, die Thesen der Disputationen, der akademischen Prüfungen, per Anschlag bekannt zu geben; dies geschah in Form von Einblattholzschnitten und zunehmend auch in Heften. Es wurde üblich, den Ankündigungen eine Widmung an einen Patron beizufügen, woraus sich um 1600 in Anlehnung an Huldigungs- und Widmungsblätter  das illustrierte Thesenblatt als großformatiger Kupferstich entwickelte.
Form und Gebrauch des künstlerisch gestalteten Thesenblatts verbreiteten sich im 17. Jahrhundert im katholischen höheren Bildungswesen in Europa, insbesondere durch die Jesuiten. In protestantischen Kreisen blieben die Ankündigungen schlichte Textplakate, die nur spärlich illustriert waren. Nach der Auflösung des Jesuitenordens im Jahre 1773 kam das Thesenblatt im Zuge der Aufklärung bei den Gelehrten aus der Mode.

## Merkmale
Das in Kupfer gestochene Thesenblatt des Barock, gedruckt auf Papier oder Seide, zeigt in einem großen Format eine Kombination aus Text und Bild. Der Text enthält neben den zu verteidigenden Thesen und den Lehrsätzen auch Ort und Zeit der Disputation sowie die Namen der Defendenten, der Prüflinge, und den Namen des die Veranstaltung leitenden Präses, der in der Regel die zu disputierenden Thesen verfasst hatte.
Der Textkorpus ist gestalterisch in die Bilddarstellung integriert und ihr untergeordnet; häufige Bildmotive sind Altäre und Triumphbögen, Theater und Bühnen. In der Art der Illustration werden zwei Typen unterschieden: zum einen Darstellungen, die einen direkten Bezug zu den im Text angekündigten Themen aufweisen, und zum anderen inhaltlich eigenständigere Bilddarstellungen symbolischen oder emblematischen Charakters, der eine vom eigentlichen Anlass unabhängige Rezeption der Drucke und von daher weitere Auflagen der Blätter erlaubte.
Ein Vorzeichner legte die gesamte Komposition an, ausgeführt wurde der Entwurf von einem Kupferstecher. Als Stecher von Thesenblättern wirkten unter anderem Jeremias Wolff, Wolfgang Kilian und Gottfried Bernhard Göz; als Zeichner ist Mathias Rauchmiller belegt. Das Thesenblatt diente zugleich als Einladung für die Professoren sowie die Kommilitonen und Freunde der Prüflinge und ging auch an Adelshäuser und Klostergemeinschaften. Zudem fand es als Plakat und als Programm für die Zuhörer der öffentlichen Disputationen eine Verwendung. Nach Abschluss einer Prüfung wurde es gelegentlich zum Sammelobjekt.

## Rezeption
Die durchweg anlassgebundene geringe Auflage und der Verlust der akademischen Funktion im 18. Jahrhundert führte zu einem vergleichsweise geringen Erhalt an Thesenblättern; der Antiquariatshandel führte sie seither nicht selten als Einzeldruckwerke. Für das Thesenblatt über  „Die Weltmission der Gesellschaft Jesu“, einen Druck von zwei Kupferplatten, konnte anhand der Nachdrucke indes nachgewiesen werden, dass die Platten an verschiedenen Universitäten über 40 Jahre lang in Gebrauch waren. So erfuhr dieses Blatt 1664 in Dillingen, 1672 in Freiburg im Breisgau und 1705 in Prag nachweisliche Auflagen.